# Wercklea woodsonii
Wercklea woodsonii är en malvaväxtart som först beskrevs av André Georges Marie Walter Albert Robyns, och fick sitt nu gällande namn av P.A. Fryxell. Wercklea woodsonii ingår i släktet Wercklea och familjen malvaväxter. Inga underarter finns listade i Catalogue of Life.